# Paul Olmari
Paul Olmari (finnisch Paavali Olmari; * August 1914 in Sankt Petersburg, Russisches Kaiserreich; † 2. Dezember 1988 in Kuopio) war ein orthodoxer Priester, Erzbischof von Karelien und ganz Finnland und Primas der Finnisch-orthodoxen Kirche.

## Leben
Paul Olmari wurde als Georgi Alexandrowitsch Gussew (russisch Георгий Александрович Гусев) geboren und war der Sohn eines orthodoxen Priesters. Während der Wirren des Russischen Bürgerkrieges verließ er gemeinsam mit seiner Familie Russland und zog ins finnische Viipuri. In den Zwanzigerjahren änderte seine Familie ihren Namen von Gussew in Olmari, Georgi erhielt den Namen Yrjö und hieß fortan Yrjö Olmari. Nach Ableistung des Militärdienstes trat er 1937 in das Kloster Walaam ein, welches zu der damaligen Zeit zu Finnland gehörte. Dort nahm Yrjö Olmari den Namen Paul an. Während des Winterkrieges (1940) wurde das Kloster evakuiert und als Kloster Uusi Valamo neugegründet. Während des Zweiten Weltkrieges wurde er als Militärseelsorger eingesetzt, ehe er 1955 erst zum Bischof und 1961 zum Erzbischof Kareliens und ganz Finnlands geweiht wurde. Dieses Amt übte er bis zu seinem Rücktritt 1987 aus. Sein Nachfolger war Johannes Wilho Rinne. Paul Olmari starb im Dezember 1988 und wurde auf dem Friedhof des Klosters Uusi Valaamo beigesetzt.
Erzbischof Paul setzte sich während seiner Amtszeit für die Verwendung der finnischen Sprache in der Liturgie der Finnisch-orthodoxen Kirche ein.